# Irvin Reyna
Irvin Josué Reyna (Tela, Atlántida, Honduras, 7 de junio de 1987) es un ex futbolista hondureño. Jugaba de mediocampista y su último club fue el Real de Minas de la Liga Nacional de Honduras.

## Trayectoria

### Olimpia
Fue formado en las reservas del Club Deportivo Olimpia. Hizo su debut como profesional a los 19 años de edad el 28 de enero de 2007 ante los Broncos UNAH. El partido finalizó con derrota 0-1.
Al año siguiente formó parte del equipo dirigido por Juan de Dios Castillo que se adjudicó el Clausura 2008 ante el Marathón. El 31 de julio de 2009 jugó su primer partido internacional y fue ante el Árabe Unido de Panamá por la Concacaf Liga Campeones 2009-10.

### Necaxa
En julio de 2010 fichó en calidad de préstamo por el Club Deportivo Necaxa. Debutó en Liga Nacional de Honduras con este equipo el 8 de agosto en la goleada por 3-0 sobre Motagua. Fue capitán durante los tres torneos que jugó.

### Olimpia
El 28 de diciembre de 2011 se anunció su regreso al Olimpia, a pedido del técnico Danilo Javier Tosello. Reyna se convertiría en parte fundamental del equipo que consiguió el histórico tetracampeonato en el Clausura 2013.

### Motagua
El 26 de diciembre de 2013 fichó por el Club Deportivo Motagua. Al inició su contratación fue criticada por la afición azul. Sin embargo, Reyna demostró con hechos que su llegada a Motagua no había sido en vano cuando fue figura en la obtención del Apertura 2014.

### Honduras Progreso
El 4 de enero de 2018 se anunció su llegada al Honduras Progreso.

## Selección nacional
Ha sido internacional con la Selección de fútbol de Honduras en una ocasión. Su debut se produjo el 4 de septiembre de 2010 en un amistoso ante El Salvador que finalizó empatado 2-2.

## Clubes
| Club              | País     | Año             |
| ----------------- | -------- | --------------- |
| Olimpia           | Honduras | 2007 - 2010     |
| Necaxa (cesión)   | Honduras | 2010 - 2011     |
| Olimpia           | Honduras | 2012 - 2013     |
| Motagua           | Honduras | 2014 - 2017     |
| Honduras Progreso | Honduras | 2018            |
| Real de Minas     | Honduras | 2018 - Presente |

## Estadísticas
Actualizado el 15 de mayo de 2016
| Olimpia Honduras                                                 |                     |                     |     |   |   |   |    |     |     |   |
| 2007-08                                                          | 1.ª                 | 15                  | 0   | - | - | - | -  | 15  | 0   |   |
| 2008-09                                                          | 1.ª                 | 4                   | 0   | - | - | - | -  | 4   | 0   |   |
| 2009-10                                                          | 1.ª                 | 6                   | 0   | - | - | 1 | 0  | 7   | 0   |   |
| Total                                                            | Total               | 25                  | 0   | 0 | 0 | 1 | 0  | 26  | 0   |   |
| Necaxa Honduras                                                  |                     |                     |     |   |   |   |    |     |     |   |
| 2010-11                                                          | 1.ª                 | 19                  | 0   | - | - | - | -  | 19  | 0   |   |
| 2011-12                                                          | 1.ª                 | 20                  | 0   | - | - | - | -  | 20  | 0   |   |
| Total                                                            | Total               | 39                  | 0   | 0 | 0 | 0 | 0  | 39  | 0   |   |
| Olimpia Honduras                                                 |                     |                     |     |   |   |   |    |     |     |   |
| 2011-12                                                          | 1.ª                 | 11                  | 0   | - | - | - | -  | 11  | 0   |   |
| 2012-13                                                          | 1.ª                 | 28                  | 1   | - | - | 3 | 0  | 31  | 1   |   |
| 2013-14                                                          | 1.ª                 | 15                  | 1   | - | - | 2 | 0  | 17  | 1   |   |
| Total                                                            | Total               | 54                  | 2   | 0 | 0 | 5 | 0  | 59  | 2   |   |
| Motagua Honduras                                                 |                     |                     |     |   |   |   |    |     |     |   |
| 2013-14                                                          | 1.ª                 | 13                  | 0   | - | - | - | -  | 13  | 0   |   |
| 2014-15                                                          | 1.ª                 | 42                  | 1   | 0 | 0 | - | -  | 42  | 1   |   |
| 2015-16                                                          | 1.ª                 | 35                  | 1   | 0 | 0 | 4 | 0  | 39  | 1   |   |
| 2016-17                                                          | 1.ª                 | 25                  | 2   | 0 | 0 | 0 | 0  | 25  | 2   |   |
| Total                                                            | Total               | 115                 | 4   | 0 | 0 | 4 | 0  | 119 | 4   |   |
| Total en su carrera                                              | Total en su carrera | Total en su carrera | 233 | 6 | 0 | 0 | 10 | 0   | 243 | 6 |
| (1)Incluye Copa de Honduras. (2)Incluye Concacaf Liga Campeones. |                     |                     |     |   |   |   |    |     |     |   |

## Palmarés

### Campeonatos nacionales
| Título        | Club    | País     | Año  |
| ------------- | ------- | -------- | ---- |
| Clausura 2008 | Olimpia | Honduras | 2008 |
| Clausura 2009 | Olimpia | Honduras | 2009 |
| Clausura 2010 | Olimpia | Honduras | 2010 |
| Clausura 2012 | Olimpia | Honduras | 2012 |
| Apertura 2012 | Olimpia | Honduras | 2012 |
| Clausura 2013 | Olimpia | Honduras | 2013 |
| Apertura 2014 | Motagua | Honduras | 2014 |
| Apertura 2016 | Motagua | Honduras | 2016 |
| Clausura 2017 | Motagua | Honduras | 2017 |

### Campeonatos internacionales
| Título                  | Club                         | País           | Año  |
| ----------------------- | ---------------------------- | -------------- | ---- |
| Preolímpico de Concacaf | Selección de Honduras Sub-23 | Estados Unidos | 2008 |